# Enrico Maggi
Enrico Giuseppe Maggi (Bergamo, 27 giugno 1950) è un doppiatore e attore teatrale italiano, noto principalmente per essere lo speaker ufficiale di Canale 5 dal 1997.

## Biografia
È conosciuto per aver dato voce ad Oliver Hardy nella riedizione di alcuni cortometraggi di Stanlio e Ollio nel 1992 e di Zed nella serie animata di Scuola di polizia.
Nel campo animato ha dato voce al barone Dobermann in Dog City, a Saga in I cavalieri dello zodiaco e a Mushiking nell'omonima serie animata.

## Teatro
Cofondatore di diverse Associazioni culturali e Cooperative teatrali. Tra i suoi maestri vi sono Dario Fo, Franco Parenti, Ernesto Calindri, Giorgio Albertazzi, Jaques Lecoq, Giorgio Strehler, Ferruccio Soleri, Gilbert Deflo. Partecipa a innumerevoli allestimenti teatrali con svariate compagnie, tra cui: Piccolo Teatro di Milano, Teatro Municipale di Losanna, Teatro Champs Elysèes di Parigi, Teatro Le Monnet di Bruxelles, Teatro Stabile di Genova, Teatro Popolare di Roma, Coop. Majakovskij, Teatro Uomo, Centro Regionale Universitario di Torino, Compagnia Nuova di Monza, Compagnia Carla Fracci, Teatro del Buratto, Teatro Uomo, Teatro Pier Lombardo, Teatro Carcano.

## Doppiaggio

### Cinema
- Oliver Hardy in Anniversario di nozze (3ª ediz.), Ospedale di contea (3ª ediz.), La scala musicale (4ª ediz.) e L'eredità (4ª ediz.)
- Dave Bautista in Escape plan 2 - Ritorno all'inferno, Escape Plan 3 - L'ultima sfida
- Carl Weathers in OP Center
- Brendan Gleeson in The Butcher Boy
- Michael Ironside in Reeker - Tra la vita e la morte
- James Faulkner in Franklyn
- Hiroshi Sasagawa in Yattaman - Il film
- Sam Lloyd in Come ti ammazzo l'ex
- Michael Cronin in Double Identity
- Pozzanghera 364 in Il Diluvio Universale
- Olivier Marchal in Diamond 13
- Herbert Knaup in In Darkness
- Torkoly Levente in Tutti i rumori del mare
- Patrick Chesnais in Benvenuti... ma non troppo

### Televisione
- William Hartnell in Doctor Who

### Animazione
- Black Jack in Black Jack - La sindrome di Moira, Black Jack - Dieci indagini nel buio
- Zed e personaggi vari in Scuola di polizia
- Cocco Bill nell'omonimo cartone animato
- Charles Xavier in Insuperabili X-Men
- Ghiottone in I tre porcellini
- Midori Kisaragi ne L'incantevole Creamy
- Rowlf e Animal in Muppet Babies
- Allenatore di boxe in Prendi il mondo e vai
- Ray Rocket in Rocket Power - E la sfida continua...
- Grunt e Ghigno in Ghostbusters
- Evan in He-Man
- Preside Greedy in Jacob due due
- Professore in Una foresta incantata per Katia e Carletto
- Voce narrante in Neteb, la principessa del Nilo
- Manolito in Mafalda (2ª ediz.)
- Jolly Jumper in Lucky Luke (1984)
- Padre di Milly in Milly, un giorno dopo l'altro
- Arro in Bentornato Topo Gigio
- Manager dei Tigers in Tommy, la stella dei Giants
- Gemini (4ª voce) in I Cavalieri dello Zodiaco
- Ilion (2ª voce) in Nadia - Il mistero della pietra azzurra
- Energon 1 in Transformers (3ª serie)
- Dott.Nanbu in Gatchaman (2ª ediz.)
- Analista militare in Area 88
- Cardinale Cross in Nanako - Manuale di genetica criminale
- Dottor Kim in Green Legend Ran
- Jake in 3x3 occhi (episodi 5-7)
- Dottor Tooka in I.R.I.A - Zeiram the Animation
- Gaha Karakara in MAPS: La leggenda dell'uragano di luce
- James McGire in City Hunter Special: Servizi segreti
- Gold Goa Bornham in Macross Plus
- Kharlan in La leggenda di Arslan
- Rogh in The Trap Door
- Unghia del piede di Satana in Kekko Kamen
- Capo animatore in Golden Boy
- Maestro Mitamura in Yu degli spettri
- Jabberwock in Project ARMS
- Corrado in Romeo × Juliet
- Dottor Doc in PsicoVip
- Tasty in I cartoni dello Zecchino d'Oro
- Voce narrante in SuperTed